# 이브 몽탕
이보 리비(이탈리아어: Ivo Livi, 1921년 10월 13일 ~ 1991년 11월 9일)는 예명 이브 몽탕(프랑스어: Yves Montand)으로 더 잘 알려져 있는 이탈리아 출신의 배우, 가수로 주로 프랑스에서 활동했다.

## 어린 시절
태어난 후 얼마 뒤 프랑스로 이주해 마르세유에서 자랐다. 처음에는 항구에서 일하거나 누이의 미용실에서 일을 했지만, 그 뒤 뮤직홀에서 노래를 부르게 되었다. 1944년 에디트 피아프를 만나 서로를 조언하거나 연인 사이로 발전해갔다.

## 경력
1945년 영화에 데뷔하였고, 1946년 출연한 《밤의 문》에서 주제가 〈고엽〉을 불러 인기를 얻었다. 이브 몽탕이란 예명은 어린 시절 그의 모친이 계단 위에서 그를 부를 때 사용한 말로, “이브 계단으로 올라와”란 뜻이다.

## 사생활
1951년 배우 시몬 시뇨레와 결혼했다. 이후 두 사람은 몇 편의 작품에 함께 출연했다. 몽탕이 타 배우와 염문이 몇 번 있었고, 1960년 무렵 부인 시뇨레의 자살미수 사건이 일어났다. 하지만 1985년 시뇨레가 사망할 때까지 함께 생활했다. 시뇨레의 사후 조수였던 여성과 결혼해 1988년 자식을 가졌다.

## 출연 작품
- 밤의 문 (1946, Les Portes de la nuit)
- L'Auberge rouge (1951)
- Parigi è sempre Parigi (1951)
- 공포의 보수 (1952)
- 나폴레옹 (1955)
- La legge (1958)
- 사랑을 합시다 (1960)
- 이수 (1961)
- 벽안의 나비부인 (1962, My Geisha)
- 아름다운 5월 (1963, Le Joli Mai) - 해설
- 더 슬리핑 카 머더 (1965)
- 전쟁은 끝났다 (1966, La guerre est finie)
- 파리는 불타고 있는가? (1966)
- 그랑프리 (1966)
- 리브 포 라이프 (1967)
- 제트 (1969)
- 사랑의 호텔 (1969, Le Diable par la queue)
- 고백 (1970)
- 온 어 클리어 데이 유 캔 씨 포에버 (1970)
- 암흑가의 세 사람 (1970)
- 과대 망상 (1971)
- 만사형통 (1972, Tout va bien)
- 세자르와 로잘리 (1972)
- 계엄령 (1973)
- 뱅상, 프랑수아, 폴 (1974, Vincent, François, Paul… et les autres) - 해설
- 스페셜 섹션 (1975, Section spéciale)
- 낙원의 침입자 (1975)
- 비밀의 연인 (1976, Police Python 357)
- 붉은 대기 (1977, Le fond de l'air est rouge)
- 라 미나스 (1977)
- 여인의 빛 (1979)
- 이카루스의 비밀 (1979)
- 악의 미로 (1981, Le Choix des armes)
- Tout feu, tout flamme (1982)
- 꿈꾸는 웨이터 (1983, Garçon !)
- 마농의 샘 (1986)
- 마농의 샘 2 (1986)
- 추억의 마르세이유 (1988, Trois Places pour le 26)
- 마지막 총성 (1991, Netchaïev est de retour)
- 코끼리의 섬 (1992, IP5: L'île aux pachydermes)